# Vazební věznice České Budějovice
Vazební věznice České Budějovice se nachází v jihozápadní části justičního paláce v Českých Budějovicích. Justiční palác byl vybudován v roce 1905 a spolu z vazební věznicí ho obývá také českobudějovický krajský soud. Ubytovací kapacita věznice je 242 míst, z toho 96 míst je pro obviněné ve vazbě a 146 míst pro odsouzené ve výkonu trestu odnětí svobody.

## Vybavení a služby
Výkon vazby zajišťují jak separované cely, tak i oddělení se zmírněným režimem. Trest odnětí svobody vykonávají odsouzení v oddělení s dozorem, kam se vybírají pouze vězni splňující zdravotní, profesní a další požadavky na zařazení do pracovního procesu. V rámci možností vazební věznice jsou především pro mladší vězně realizovány pracovní, vzdělávací, sportovní, poradenské, psychoterapeutické a náboženské aktivity. Jejich cílem jsou pozitivní osobnostní změny u vězňů a snížení stresu. Kromě pedagogů, psychologů a sociálních pracovníků se na nich podílejí i zástupci šesti církví a náboženských společností.
Ve vnitřním provozu věznice pracují vězni při úklidu, v kuchyni, prádelně a při údržbě. Ve spolupráci s firmami jsou vězni zaměstnáváni u stavebních, dřevozpracujících, potravinářských podniků nebo také při odvozu a třídění komunálního odpadu. Při spolehlivém plnění svých pracovních a dalších povinností se odsouzeným umožňuje účastnit se různých sportovních a kulturních akcí v prostorách věznice i mimo ni za přítomnosti odborných zaměstnanců. Existuje pro ně také možnost přerušení výkonu trestu nebo krátkodobého opuštění věznice s cílem upevnění rodinných vazeb.
V roce 2009 uzavřela českobudějovická vazební věznice spolupráci s Ústavem pro výkon vazby ve slovenské Levoči.

## Amnestie prezidenta Klause
V roce 2013 vyhlásil prezident České republiky Václav Klaus rozsáhlou amnestii k příležitosti 20. výročí vzniku samostatného českého státu. V důsledku tohoto rozhodnutí bylo z českobudějovické vazební věznice propuštěno 60 vězňů.